# Claude Mossé (journaliste)
 (mai 2020).
Si vous disposez d'ouvrages ou d'articles de référence ou si vous connaissez des sites web de qualité traitant du thème abordé ici, merci de compléter l'article en donnant les références utiles à sa vérifiabilité et en les liant à la section « Notes et références ».
Pour les articles homonymes, voir Mossé et Claude Mossé.
Claude Mossé, né le 9 mars 1928 à Paris, est l'auteur de nombreux ouvrages. Il a longtemps été grand reporter, notamment pour la Radio suisse romande et la Télévision suisse romande.

## Biographie
- Baccalauréat de philosophie
- Sciences Politiques (Paris), Histoire, Droit
- Stage de quatre ans au Figaro
- collaboration à de nombreux médias audiovisuels : Radio Monte Carlo, Radio Luxembourg, Radio Télévision Belge, Radio Canada, France  Inter, Antenne 2, France Régions 3 national, FR 3 Lyon-Rhône-Alpes, Société Française de Production...
- Grand reporter pendant trente ans pour la Radio Télévision suisse romande. Producteur et animateur d'émissions littéraires, d'histoire, de voyages...
- Collaboration à de nombreux organes de presse écrite : Réalités, Nice Matin, L'Indépendant, Le Républicain Lorrain, Le Coopérateur de France, La Nouvelle République du Centre, Radio TV (Lausanne), La Tribune de Genève, Plaisirs Gastronomie Magazine (Suisse).

En 1972, après 14 ans de radio, il quitte la Suisse pour Carpentras.

## Reportages radio
- de 1960 à 1990, a rendu compte de l'actualité.  Entre autres événements : les obsèques du général De Gaulle, de W. Churchill... la guerre du Biafra, du Bangladesh, des Six Jours... les départs pour la lune des fusées Apollo...
- de 1963 à 1981, a parcouru le monde entier pour des reportages quotidiens. Parmi ses "Carnets de route" : le Transsibérien, la route de la drogue vers l'Afghanistan et le Népal, l'itinéraire Cap Horn/Alaska, les Indiens d'Amazonie, les mines d'or d'Afrique du Sud au temps de l'apartheid, le Mexique, l'île de Sainte-Hélène, les Fidji...
- en 1977, a entrepris et réussi leTour du monde en 80 jours, sur les traces de Phileas Fogg, pour France Inter.

## Rencontres
S'est entretenu avec de nombreuses personnalités :
Salvador Allende, Dom Helder Camara, Edouard Daladier, Zino Davidoff, Gérald Ford, Le Corbusier, Jawâharlâl Nehru, Paul Reynaud, Leopold Sedar Senghor, Haroun Tazieff, le pape Paul VI, l'abbé Pierre...

## Fictions radiophoniques
A écrit plusieurs fictions radiophoniques, diffusées par la Radio suisse romande :
- La Carrière (43 épisodes) avec Michel Bouquet
- Place de la Seigneurie (25 épisodes)
- Scoop

ainsi que 400 contes, proposés quotidiennement par la RSR, en soirée, de 1991 à 1993,
et des films radiophoniques originaux hebdomadaires.

## Reportages TV
- Pour l'émission "Continent sans visa" (TSR)
  - Dalida, 1961 Video
  - Jacques Prévert, 1961 Video

## Livres
- Sud tragique, Guilde du Livre, 1969
- Mourir pour Dacca, R. Laffont, 1972, préface de Bernard Clavel
- Ma forêt au bord du grand fleuve, R. Laffont, 1976
- Le Nouveau tour du monde en 80 jours, R. Laffont, 1977
- Médecin de l'aventure, R. Laffont, 1979
- Ouvrez donc les yeux (avec Haroun Tazieff), R. Laffont, 1980[1]
- Guide Mexique, Nouvelles Frontières, 1980
- Les histoires de l'Histoire, tome I, Acropole, 1981
- Les histoires de l'Histoire, tome II, Acropole, 1982
- Mécano de Saint- Ex, Ramsay, 1984
- Jacques Cartier, Acropole, 1984
- La Carrière, M. Slatkine (Suisse), 1989
- Le Monde est sur l'antenne, La Thièle (Suisse), 1989
- Dominici innocent !, Le Rocher, 1993
- La Juive du pape, Le Rocher, 1995
- Carpentras, la profanation, Le Rocher, 1996
- L'Aventure du théâtre populaire, Le Rocher, 1996
- Lettre d'un Juif à un Israélien, Bartillat, 1997
- Ces messieurs de Berne, Stock, 1997
- Clément V, Stock, 1998
- Lorenzo, Plon, 1999
- Le Château des papes, tome I, Les Intrigants, Plon, 2000
- Le Château des papes, tome II, Les Bâtisseurs, Plon, 2000
- Le Château des papes, tome III, Les Impétueux, Plon, 2001
- Le Transsibérien, Plon, 2001
- La Suisse, c'est foutu ?, Le Rocher, 2003
- Les Impostures de l'Histoire, Le Rocher, 2004
- Pétrarque, vagabond amoureux, Le Rocher, 2004
- Les Nouvelles Impostures de l'Histoire, Le Rocher, 2005
- Ces belles en leur demeure, Le Rocher, 2005
- Le Complot Pazzi, Le Rocher, 2006
- Le Fléau de Dieu, Le Rocher, 2006
- Les Bûchers de la foi, Le Rocher, 2007
- Aux larmes, citoyens !, Le Rocher, 2007
- Trains de rêve, Seven Sept, 2007
- La Pelisse de Zibeline, Galodé Éditeurs, 2008
- L'Émeraude du pape, Alphée/J.-P. Bertrand, 2009
- Le Secret de Mozart, Alphée/J.-P. Bertrand, 2010
- Cortés, conquérant du Soleil aztèque, Galodé Éditeurs, 2010
- Catherine, Nostradamus et le Triangle noir, Éditions Alphée, 2010
- Crimes d'État, Editions Alphée, 2011
- Les Borgia I, Les Fauves, HC Éditions, 2011
- Les Borgia II, La Chair et le Sang, HC Éditions, 2011
- Marie l'Insoumise, HC Éditions, 2012
- Les Parfaits, HC Éditions, 2013
- Les Brûlés du Luberon, Presses de la Cité, 2013
- Le Temps des silences, Presses de la Cité, 2014

- Lusitania, le grand roman d'un mystérieux naufrage, Fayard, 2015
- La Malamour, Presses de la Cité, 2017

## Distinctions
- Citoyen d'honneur de la ville de Florence (1967);
- Prix international du reportage de la CRPLF, en 1964 et 1968 ;
- Prix Italia (pour la Suisse) avec Deep South, dans la catégorie documents, en 1969 ;
- Sélectionné pour le prix Italia, avec Scoop, dans la catégorie fiction, en 1992 ;
- Prix du reportage télévisé, avec Bengale maudit, en 1972, pour Antenne 2 ;
- A représenté l'ORTF, au CIRA de Cannes, avec Guatemala passion, en 1973.